# インドにおける仏教の衰退
インドにおける仏教の衰退（インドにおけるぶっきょうのすいたい）は、仏教が誕生の地インドを越えて繁栄する時も、様々な理由で発生した。現在のインドでは仏教徒の占める人口は1%に満たない。

## 概要
仏教は、始まった紀元前5世紀前後から着実に成長し、紀元前3世紀のアショーカ王治下のマウリヤ朝で国家宗教として承認される時まで、安定した成長を見せてきた。仏教は、紀元前の数世紀にわたり繁栄し続け、さらには中央アジア、インド亜大陸を越て中国大陸にまで広まった。

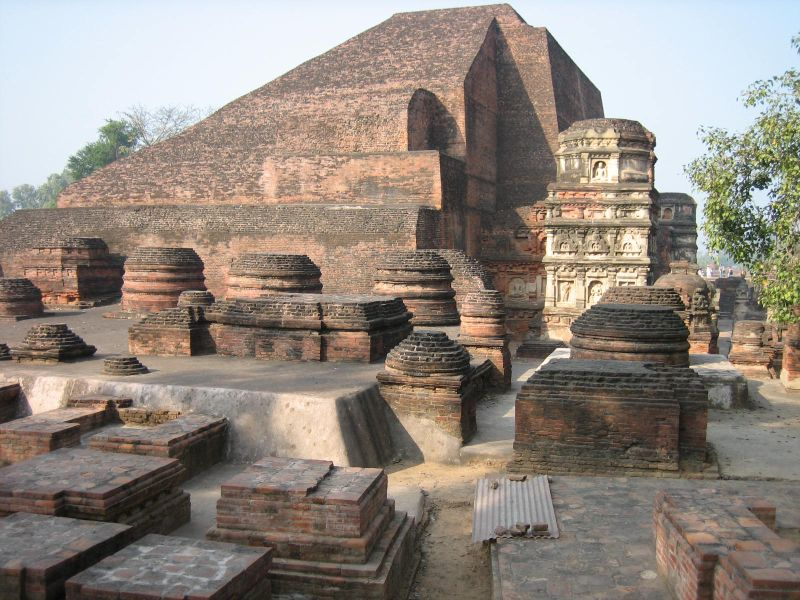
ナーランダ僧院の遺跡。インドにおける仏教衰退の里程標とみなされている。

しかし、後のグプタ朝とパーラ朝の時代のインドにおいて、仏教は着実に衰退していった。法顕や玄奘、義浄、慧生、宋雲といった、5世紀から8世紀の間にこの地を旅した中国の僧侶たちは、特に白フン族の侵攻をきっかけとする、仏教徒の僧伽の衰退について言及するようになった。
衰退は、12世紀のパーラ朝の崩壊とイスラーム勢力のインド亜大陸への段階的な征服後も続いた。その頃までに仏教は、特に敵対的支配者に対して脆弱になっていた。それは、支持者達の大部分は禁欲的共同体にいたので、社会に強い根を張っていなかったからである。
東ベンガル（現在のバングラデシュ）とネパールでは、古代以来小さなコミュニティが生き残り、インドでは19世紀の末までに事実上絶滅した。最近では、インドにおいてアナガーリカ・ダルマパーラやクリパサラン大長老、ビームラーオ・アンベードカル、ダライ・ラマ14世らの影響で復興を見せている。

## 初期の受難

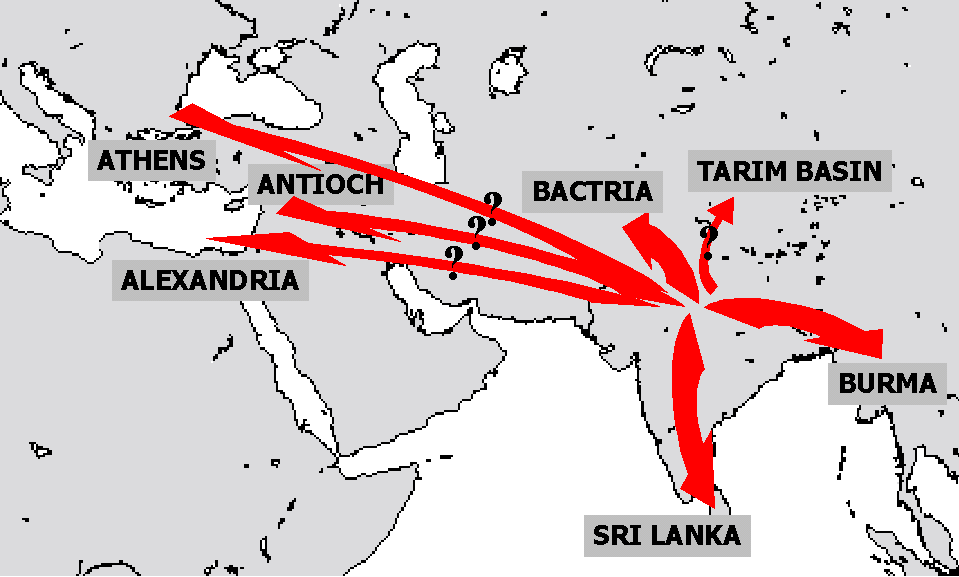
アショーカ王時代の仏教伝播（紀元前260年 - 紀元前218年）

ゴータマ・ブッダの時代は、都市化だけではなく中央集権化も見られた。仏教拡大の成功は、中央集権化された組織力の変化とともに、その時代の経済成長に依存していた。
マウリヤ朝においてアショーカ王は、仏教の慈悲の思想とは反対の殺生を伴うヴェーダの犠牲式を禁じ、仏教はマガダ国の領域を越えて広まり始めた。後継王朝であるシュンガ朝は犠牲式を復活した。彼らは、大きなサーンチーのストゥーパをシュンガ朝の都の近くに建設した。インド全土に仏教は拡大し、それぞれの多様な地域はで、各地域で続いている体制によって支援された。堅固な僧院組織を持つ仏教の宗教センターは、仏教をインドの知的生活と宗教の中心地とした。シュンガ朝の初代王プシャミトラは前188年にサーンチーに巨大な仏舎利塔群を建設した。続くカーンヴァ朝では、4人の王が仏教徒だった。
プシャミトラ（在位：紀元前185年 - 紀元前151年）は仏教に敵対的で、経典や仏教寺院を燃やし、僧侶を虐殺した。この問題は、現在でも多くの議論が行なわれており、ベルギー人歴史家でありヒンドゥー研究家でもあるクンラート・エルストは以下のように記している。
カーストの諸規則の権威と範囲の漸進的な拡大は、地方の政治と経済力に及び、集権化の波を覆していた。カースト制度は次第に社会と経済制裁の諸規則として世俗世界に広まった。
多くの研究者によれば、シュンガ朝の諸王は、バールフットにあるストゥーパの建設を寄進するなど、仏教に従順であるように見える。マハーボーディーにあるブッダガヤの碑文には、次のような寺院建設の記録がある：「ブラフマミトラ王（Brahmamitra）の妻ナーガデーヴィー（Nagadevi）の寄進」。他の碑文は、「コシキ（Kosikiの息子）インドラニミトラ王の妻と生ける息子達の母クランギ（Kurangi）の寄進、王家の宮殿寺院のスリマ（Srima）の寄進でもある」と読める。

## インド人の影響による衰退説
紀元前400年〜紀元1000年の間に、仏教の出費にブラフマニズム（Brahmanism）により獲得されたものが見られる。仏教によるブラフマニズム的イデオロギーの拡大はブラフマニズムの成長にとって重要な要因であった。ガンジス平原では、伝統的ブラフマニズムは仏教と政治的・精神的領域で競合するものであったと、何人もの著作家が指摘している。一方、仏教はバクトリア人の諸王の領土では繁栄した。
歴史家たちは仏教の衰退に関して、いくつかの可能な理由を提案している。歴史家S. R. Goyalによれば、インドにおける仏教の衰退はバラモンたちの敵対に理由があったとしている。シヴァ派の支配者であるガウダ朝（590年 - 626年）のシャシャーンカ王は菩提樹を切り焼いた。
シャンカラ、マーダヴァーチャーリヤ、ラーマーヌジャようなブラフマニズムの哲学者の急増とともに、ブラフマニズムが復興し、インドから仏教は急速に姿を消し始めた。

### グプタ朝
仏教はグプタ朝の下で短期間復興を見た。4世紀から5世紀にかけて、仏教は既に北部インドでは衰退しており、中央アジアに拡大を遂げ、シルクロード沿いに中国にまで到達していた。シャーヒー王国の治下のガンダーラにおいては繁栄を続けていた。彼らはアジアへ仏教の布教を奨励した。グプタ朝の人口の半分が仏教を支持し、五戒は広範囲で観察された。

### ハルシャ王国の崩壊
ハルシャ在位中の仏教の状況について現代人が知る多くは、中国からの巡礼僧玄奘に負っている。彼は広く旅行し、旅行記を残した。彼は仏教がまだ栄えている多くの地域を目撃したが、一方でジャイナ教やバラモンの秩序に道を譲るという、仏教の急激で驚くほどの衰退も目撃した。
玄奘はハルシャ王の保護を賞賛している。仏教は現在のウッタル・プラデーシュ州にあるカナウジで人気があると、彼は記している。カナウジでは「仏教徒と異教徒が半々」であると記し、百余の僧院と一万余の僧と二百余の神殿、異教徒数千人余、と記載している。彼は現在のオリッサ州Udraで同程度に繁栄している人びとを見ている。ナーガールジュナの祖国であるコーサラや、今日のアーンドラ・プラデーシュ州であるアーンドラや、今日のタミル・ナードゥ州のドラヴィダでは、異教徒と雑居している、と記載している。
南部マハーラーシュトラ州のコールハープルと考えられる、玄奘がコンカナプラ（Konkanapura）と呼ぶ地方や北部マハーラーシュトラでは、彼は多くの仏教徒が、非仏教徒と同じ程度共存しているのを見つけた。シンドでは、多くの正量部（Sammitiya）と上座部仏教の人々を見ている。彼は現パキスタンの残りの地域でかなりの仏教徒を報告している。
今日のヴィジャヤワーダ近郊にある古代ダナカタカ（現ダラニコタ）では、多くの人びとがジャイナ教など異教徒となっている印象的な衰退に遭遇している。ビハールにおいては、多くの重要な名所で、印象的な衰退と僅かな仏教徒に比べ、ジャイナ教徒とヒンドゥー教徒の優勢をも目撃している。ベンガルやカーマルーパ、あるいは現在のアッサムではほとんど仏教徒はおらず、コンゴーダでは仏教徒がおらず、タミル地域やチョーラ、グジャラート、ラージャスターンでは少数で、例外としてカーティヤーワール半島のヴァラビーに多くの上座部仏教徒がいたとしている。
チャールキヤ朝の領域において、玄奘は多くの仏教徒のストゥーパが廃墟となり、破壊されているのを目撃している。仏教に共感を持っていたアーンドラ朝やパッラヴァ朝ら前代の支配者たちの領域に建設されたものである。これらの領域は当時東チャールキア朝のヴィシュヌ派の統制下にあり、東チャールキア朝は仏教に好感を持っておらず、宗教を支援しもしなかった。玄奘の旅行記は7世紀におけるベンガルのゴウダ王国のシャシャンカ王にも言及している（当時ベンガルでは、グプタ朝の滅亡後、この王の支配下で影響を拡大していた）。王は玄奘や他の仏教史料でThanesarの仏教徒の王Rajyavardhanaが殺害されたことを非難している。玄奘は、ブッダガヤにある菩提樹をシャシャーンカ王が切って焼き、仏足石を壊そうとしたと記載している。しかしラメーシュ・チャンドラ・マジュンダルは、玄奘はハルシャ王のような仏教徒の王に好感をもち、仏教徒としての偏見があり、見解は仏教寄りに偏っている、と主張している。しかし一方、マジュンダルの主張は論争となっていて、バラモン教派による仏教徒の迫害の無罪を主張しようとするVeradiによって反論されている。

### 南インドにおける仏教
南インドにおいては、仏教徒の迫害はなかった。禅宗の開祖達磨はクシャトリアの出身で、大乗仏教の哲学者ナーガールジュナは南インドのバラモンだった。
サータヴァーハナ朝は他のヒンドゥーの神々と同様にブッダも崇拝していた。Amaravati王の支配下で歴史家Durga Prasadは、ブッダがヴィシュヌとして崇拝されていると記している。
シヴァ派とヴィシュヌ派らヒンドゥー教の活発なライバルは、仏教の急激な衰退を導いた。それにもかかわらず、インドの他のどの地域よりも、仏教は南インドにおいて、遅くとも1500年まで、減少してゆく僧伽とともに長い間持ちこたえたことは注目に値する。

### パーラ朝
パーラ朝は多くの寺院を建設し、仏教芸術専門の学校を作った。
しかし学者の一部は、貨幣や王の名前の語源学などによると、シヴァや牛の表象が見られることから、彼らはシヴァ派でもあったと信じている。彼らはヴィシュヌの寺院も奉った。ヴィシュヌの図像はパーラ時代に非常に多く見られるものである。
ブッダの図像に加えて、ヴィシュヌやシヴァやサラスヴァティーもあった。

### 哲学的収斂
仏教を解体することに貢献した要素は、ヒンドゥー教の勃興に対する仏教の独自性の消滅にあった。大乗仏教の著述家たちはヒンドゥー教にまったく批判的で、大乗仏教とヒンドゥー教の祈りの文化は信徒にとってほとんど同じようであり、両宗教における密教の発展も似ていた。その上、ヒンドゥー教は仏教の要素を借り受けた。ヴィシュヌ派は本質的に動物供犠に眉をひそめ、菜食主義を実践した。一方シヴァ派は、宗教的実践と無関係にカーストの区別を格下げしてきた。さらに、8世紀の著名な哲学者シャンカラは仏教徒式の僧院階層を開発し、仏教から概念も導入した。

仏教に対するシャンカラの関係は、古代以来の議論の主題だった。彼はインドにおいて、仏教批判の論客として賞賛され、その没落の主要な設計者となった。同時代において、彼は仮面を被った仏教徒として描写された。これらの意見は古代だけではなく、現代の学者や哲学者、歴史家や反対論者などにも広まっている。

一方シャンカラは、ヒンドゥー文学上仏教の敗北を理論づけ、仏教が諸地域における突出した地位を失って以降、現実に勢力を持った。シャンカラが北部に来て宗教的中心地を訪れた時、彼は過去の仏教徒の哲学から形作られた思想の多くを借り受けた。
文献的証拠は数世紀を越え、ヒンドゥー文化による仏教要素の吸収を示している。反仏教のプロパガンダもシャンカラが、仏教僧団（サンガ）をモデルとして僧院を作った8世紀に頂点に達した 。11世紀初頭の北インドにおいて、チャンデーラ朝の宮廷に仕えた詩人クリシュナ・ミシュラのサンスクリット寓話劇『プラボーダチャンドローダヤ（悟月出る）』 は、大きな影響を与え、ヒンドゥー教徒は急増した。寓話劇では、仏教とジャイナ教などが邪教とされ、ヴィシュヌに対するバクティのみが正しい信仰とされている。 北インドでは、シヴァ派やヴィシュヌ派やシャクティ派が主流となった。12世紀までに、仏教徒の人口は僧院以外にはほとんどいなくなり、農民に浸透した頃には、区別されたコミュニティとしてはほとんど認識されなくなっていた。

## 外部からの影響による衰退論

### 白フン（エフタル）
中央アジアとインド北西部では、仏教は白フン族の侵攻後、6世紀には弱体化していた。白フンは、テングリやマニ教のような、彼ら独自の宗教に従っていた。彼らのヒンドゥー教シヴァ派の王ミヒラクラ（彼は515年以降支配した）は、仏教を同様に抑圧した。彼は現在のアラハバード付近に至る僧院を破壊した。

### ムハンマド・ビン・カーシム
イスラーム側の資料である『チャチュ・ナーマ』によれば、711年、ウマイヤ朝の太守ハッジャージに派遣されたムハンマド・ビン・カーシムがシンドに対するジハードをおこない、征服に成功した。これにより、インドとイスラームの関係と、インドにおけるイスラームの浸透が始まることとなる。なお、この遠征の成功には、不人気なヒンドゥー王en:Dahirが多数派である仏教徒を支配していたこと、また、チャチュ（632年 - 671年）とその親戚は仏教徒であるライ王朝（信度王国とも、489年 - 690年）から王位を簒奪していたことを要因であった。領内においてヒンドゥー教の性格と仏教徒の実践が、拡散し、ぼやけてしまっていたとの見解を持っている人びとによって、この資料の見解は疑問をもたれている。特にチャチュ自身は仏教徒だったと信じている人びとや、主家への忠誠心といった双方の観点において疑問をもたれている。ムハンマド・ビン・カーシムの軍はダヒール王をジャート人やその他の地方知事たちと同盟することで破った。
『チャチュ・ナーマ』はまた、ネルンのような場所でストゥーパがモスクに転用された多くの事例を記録している。その上、政府収入の3%がバラモンに割り当てられる、というような支配行政への宗教エリートの協力もあった 。全体として、征服された地域の非ムスリムの人びとは啓典の民として扱われ、 人頭税（ジズヤ）を支払うことで信仰を実践する自由を認められた。彼らは軍事奉仕やムスリム臣下よって支払われるザカートの支払いを免除された。ジズヤは、エリートには重く、貧民層には軽く、段階的な税体系を強制された。

### ガズニー朝のマフムード
10世紀までにマフムードはヒンドゥーのカーブル・シャーヒー勢力を破り、ヒンドゥーの影響力を効果的に削減し、中央アジアからパンジャーブまでの仏教徒の自治を終息させた。彼は北西インドを横切る大規模な侵攻の間にストゥーパと寺院を破壊したが、彼の支配領域とアフガニスタン内においてはこれらを残した。ビールーニーさえ預言者"Burxan"として仏陀を記録している。しかし多くの仏教徒の拠点がマフムードにより破壊され、マトゥラーなどではライバルのバラモン教に最初に強制的に転用された証拠を示している。
マフムードは偶像破壊主義者だったといわれている。ヒンドゥー教徒と仏教徒の彫像や寺院、神殿は略奪され破壊され、多くの仏教徒はチベットへ避難した。

### ゴール朝のムハンマド
ギヤースッディーン・ムハンマドはインド亜大陸の北西地方を数次にわたって攻撃した。後のグジャラート地方は1197年にムハンマドの軍隊の手に落ちた。ギヤースッディーン・ムハンマドの軍隊は、抵抗するその頃のインドの伝統的な軍隊に対応した発展を遂げていた。
1200年、クトゥブッディーン・アイバクの将軍の一人であるムハンマド・バフティヤール・ハルジーはヴィクラマシーラにあるセーナ朝軍の砦を征服し、多くの仏教徒の僧侶が、一連の戦争を避けるためにネパールやチベット、南インドに逃亡した。
テュルク人と遭遇した仏教徒の記録はよく残されている。ひとつの神話によれば、ナーガールジュナの法流に連なる大学者チャンドラキールティは、テュルク軍を追い払うために石の獅子に乗ったとされている。

### モンゴル
1215年 チンギス・ハーンはアフガニスタンを征服し、ムスリムの世界を荒廃させた。1227年の死後、彼の征服は分割された。チャガタイはチャガタイ汗国を建国し、1260年フレグはイル汗国をイラン高原に建国した。彼の息子アルグンは仏教を国教とし、同時に彼はイスラームに厳しくなり、多くのストゥーパを建設するためにモスクを破壊した。彼の息子ガザンはイスラームに1295年に改宗し、国家宗教とした。一方、チャガタイ汗国は東西に分裂した。分裂後のチャガタイ汗国において、タルマシリン（1331年 - 1334年）がイスラームに改宗し、その後は仏教や、モンゴルによるストゥーパの建設に関する言及は、アフガニスタンや中央アジアではほとんど見られなくなった。

### ティムール
14世紀のティムールはテュルク・モンゴル系の軍閥の子孫で、西アジアと中央アジアの大部分を征服し、ティムール帝国を建設した。
ティムールは仏教徒の施設を破壊し、仏教徒が繁栄していた地域を襲撃した。

### ムスリムによる迫害とイスラム教への改宗の理論
この理論によれば、ムスリムによるインド征服の段階で、西北インドにおいて仏教はすでに存在感を失っており、仏教徒の統制下にある地方政権の存在を示唆する証拠も残されていない、としている。イスラム教が到来してから13世紀までの7世紀の間、この理論は、ヒンドゥー教の農村共同体の堅固な組織を伴う多くの場所において、大きな国際的貿易宗教としてイスラームが仏教を置き換えた、と主張している。17世紀のチベット人学僧ターラナータは、同時代のインド人学僧から教えを受けたものだが、ターラナータの著作には次のような内容が記されている（以下は『ターラナータ印度仏教史』邦訳p341-42の要約）。
- 最初にセーナ朝の王の時代にタジク人（大食:イスラーム教徒を意味する）が沢山現れた。当時、オーダンタプリーとヴィクラマシーラ僧院は、王のために城郭の種類は減少させられていたため、軍隊を置いて守っていたが、オーダンタプリー僧院の僧は殺され、僧院は壊されタジク人の砦に作り変えられた。より北東にあるヴィクラマシーラも同様に焼き払われた[76]。

しかしながら一方では、仏教僧院の破壊に関する同時代の証拠は、ほとんど存在していない。

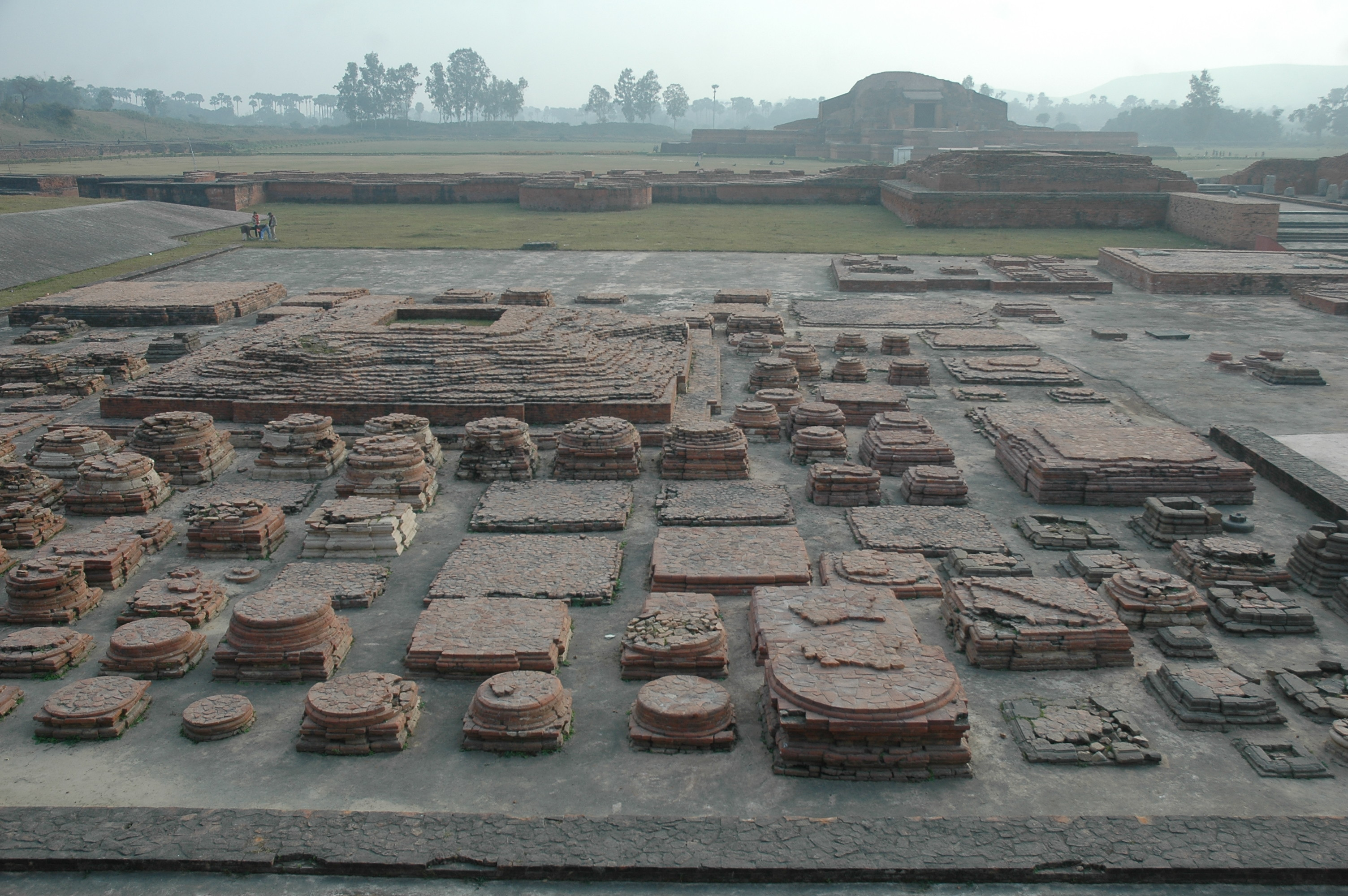
ヴィクラマシーラ大学の遺跡

短いムスリムの記録と、1230年代のチベット旅行者チャク訳師の伝記が、テュルク王によって軍営として利用されている僧房について語っている。後のターラナータのような歴史伝説は、伝説的な材料と「テュルク王がマガダ全土を征服し、多くの僧院を破壊し、ナーランダーに打撃を与え、多くの僧侶は外国へ逃亡した」という要約を合わせて、僧房の破壊とともに仏教の突然の消滅がもたらされたのだ、とした。仏教は南アジアよりはイランで長く居座り、公式的にはモンゴル征服の55年間続いたとされている。1295年のガザン・ハンのイスラームへの改宗は多くの仏教徒の礼拝拠点の破壊という反動的な結果をもたらし僧侶たちは遠くカシミールへと移住していった。
多くの場所が破壊され、名前を付け替えられた。例えば、オーダンタプリーの僧院群は1197年にムハンマド・バフティヤール・ハルジーにより破壊され、町は改名させられた。ターラナータは、1608年の著書『インド仏教縁起』において、特に東部インドの仏教の最後の数世紀を扱っている。

## インドにおける仏教の再興

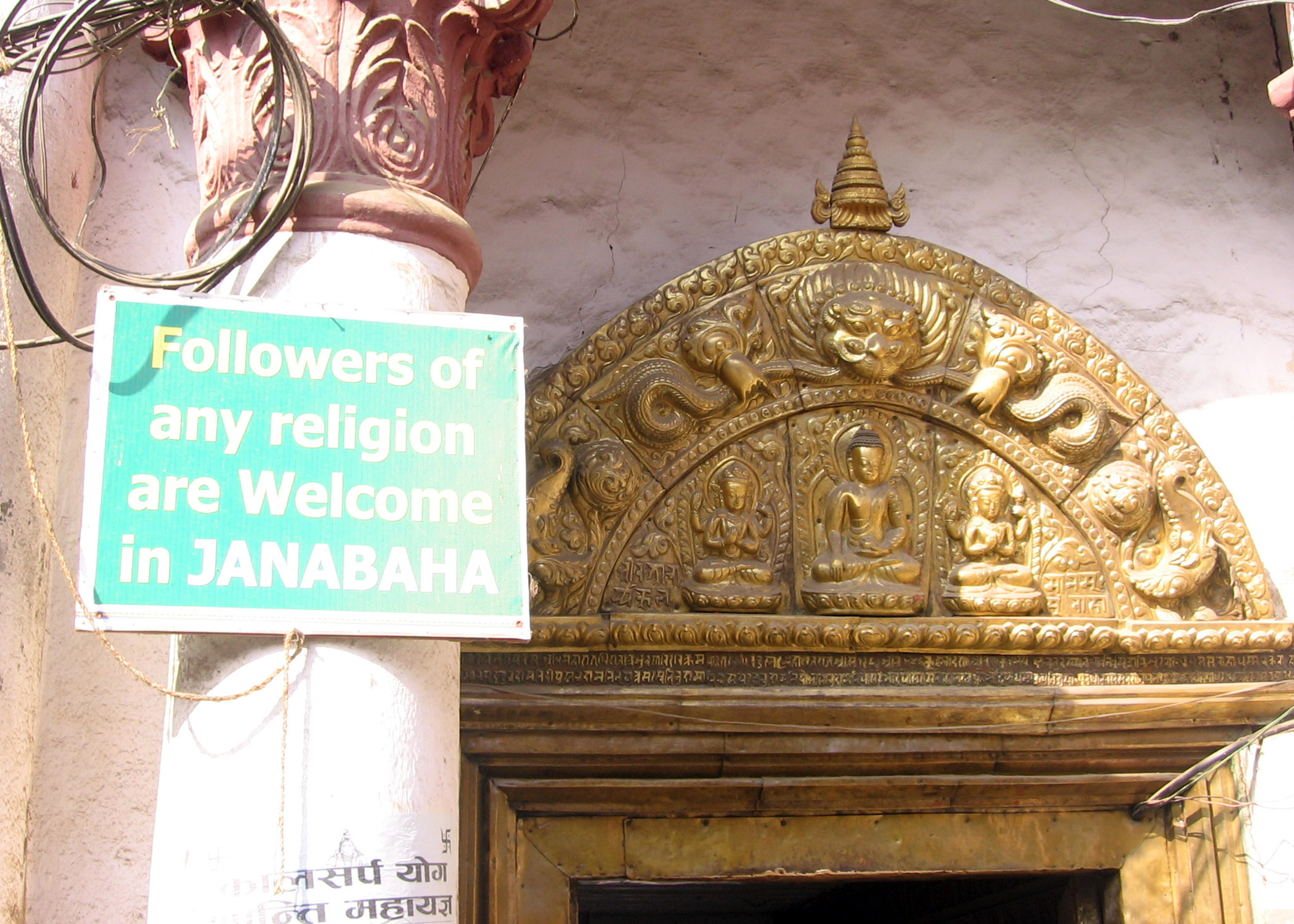
Entrance to Jana Baha, Kel Tol

チベット学僧ターラナータ（1575年 - 1634年）は、インドの多くの地域で非常に衰退し、消滅しているものの、局所的に仏教が残っていると言及している。20世紀初頭、仏教はインドの多くの地域で絶滅に非常に近い状況にあった。いくつかの部族民が現在のインド、ネパール、バングラデシュなどの領域で仏教の行いを続けて暮らしている。

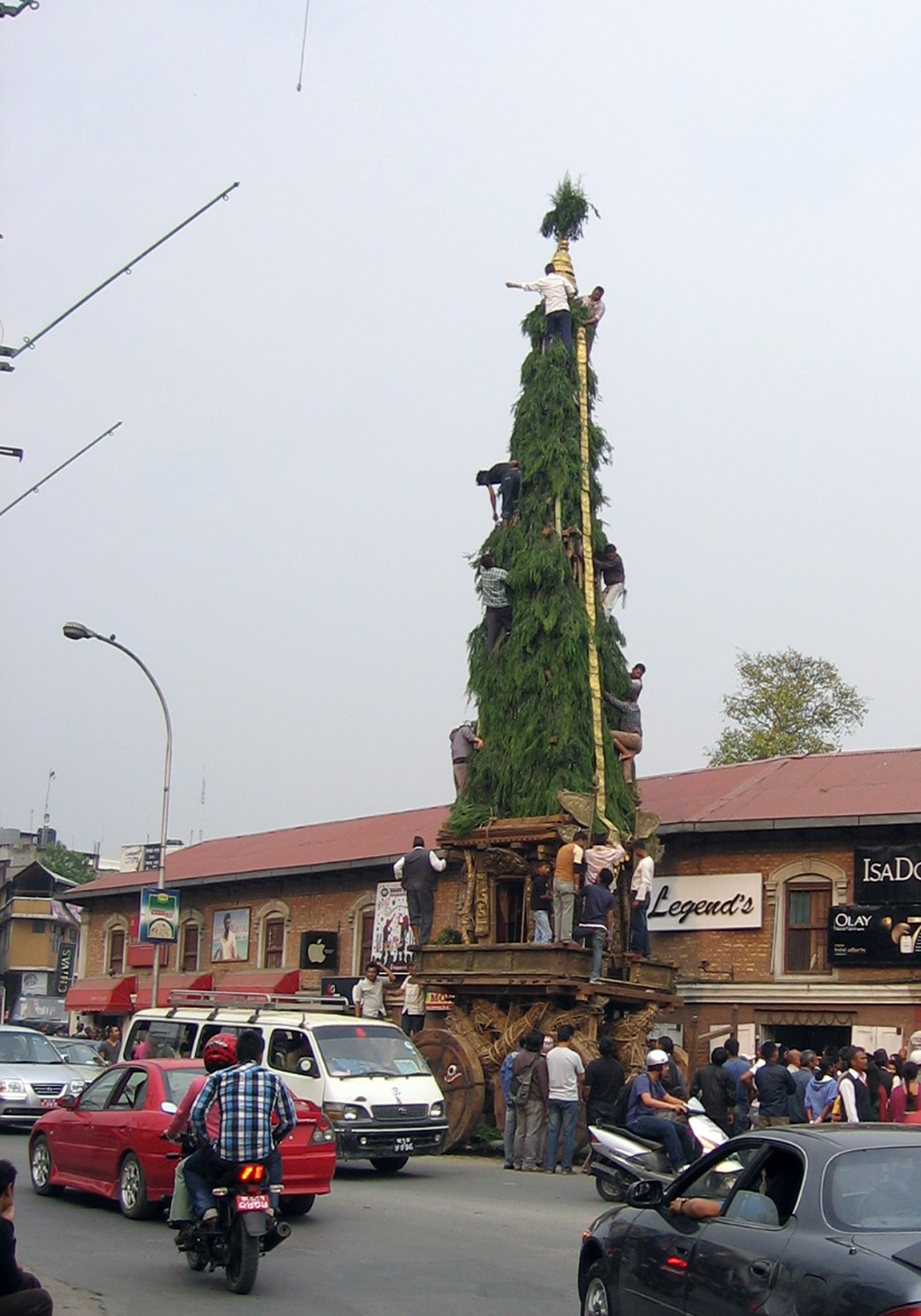
Procession of Jana Baha Dyah Jatra, the Bodhisattva of compassion in Kathmandu

ベンガルでは、 吟遊詩人バウルたちが、仏教からの強い影響を受けたヒンドゥー教の シンクレティズム（宗教混交）の形式をいまだに行っている。インド人の上座部仏教徒の小さな共同体が、ベンガルのチッタゴンの丘陵地帯やBaruaの先住民チャクマ人の間で現在まで継続的に存在している。彼らは多数派を占めるベンガル語を話すイスラーム教徒移住者からの圧力の増大にあり、東パキスタン時代にイスラーム主義者により、チャクマ人と仏教徒の大虐殺があった。チャクマ人の精神的な行動規範は仏教とヴィシュヌ派が合わさったものである。
東インドにおいては仏教徒の施設は、イスラーム教の侵入まで繁栄していた。仏教はまだBaruaで生き残っていた（ヴィシュヌ派の要素を実践していたが）、ベンガル人のマガダの共同体の末裔はチッタゴンに移住した。インド人仏教徒はネパールのネワール族の間にも残っている。
仏教はギルギットや バルティスターンで13世紀から14世紀まで残っていた。恐らくスワット峡谷近郊で幽かに長く残っていた。カシミール峡谷に隣接するラダック地方では、チベット仏教が今日まで残っている。ジャンムー・カシミールの北部領域に言及している上記歴史的な流行とティベット仏教の歴史は、1150/1年に記載されたカルハナのラージャタランギニーに記録されている。カシミール峡谷ではイスラームに改宗したカシミール王Ladakhi Rinchanaによって1323年にイスラームが紹介されるまで残っていたが、それを越えて、15世紀のザイヌル・アービディーン（1419年 - 1470年）時代になお、仏教徒の宰相がいた。
タミール・ナードゥとケーララでは、仏教は15世紀から16世紀まで残っていた。その証人は『文殊師利根本儀軌経』の写本である。
タミル・ナードゥのナーガパッティナムでは、仏教徒の聖像がこの時代までに鋳造され刻まれた。Chudamani Vihara僧院の廃墟はイエズス会が1867年に破壊するまで建っていた。南部の拠点ではより長く生き残ったようである。

## 復興
1891年にブッダガヤへの巡礼者において、スリランカの仏教指導者アナガーリカ・ダルマパーラは、仏教寺院がシヴァ派聖職者の手に渡っていることを知り衝撃を受けた。ブッダの彫像はヒンドゥー教の聖像に変換され、仏教徒は礼拝を禁じられていた。仏教徒はその時からインドで復興運動を開始し、彼は大菩薩協会を組織した。
初期の組織の努力はインドの仏教の再構築と、ブッダガヤ、サルマート、クシナガラにおける古代仏教徒寺院の再建を目的としていた。アナガーリカ・ダルマパーラにより発足した仏教徒ルネッサンスは、彼のマハーボーディー運動が保守的とも描写されるように、今日のヒンドゥー教徒・仏教徒の兄弟関係のムードにあって、インドにおける仏教の崩壊の責任はムスリムのインド支配に責任を帰する、というものだった。初期の組織の努力は、ヒンドゥー教の管理の下で放置されてきた多様な仏教徒寺院を回復することにあり、ムスリムの侵略によって破壊された公共の多様な仏教徒の拠点や寺院にも開かれていた。

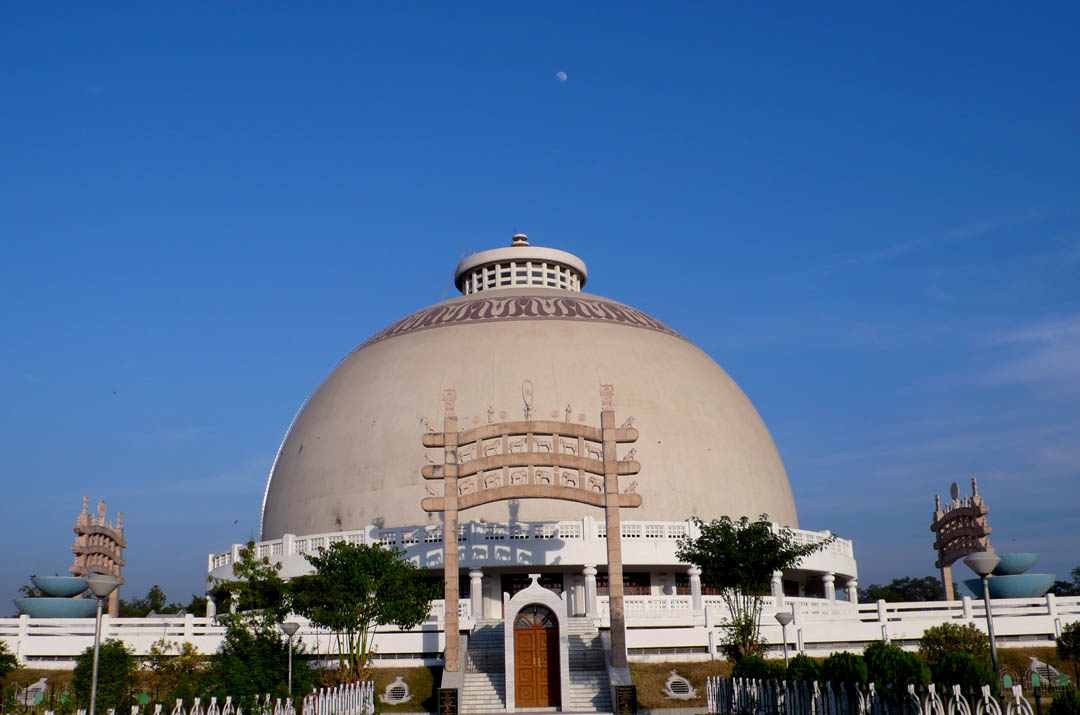
Deekshabhoomi Stupa in Nagpur, a replica of the Sanchi stupa, where Ambedkar became a Buddhist.

1950年代後半、ビームラーオ・アンベードカルはインドで不可触民のために新仏教運動を開拓した。アンベードカルはイスラームとキリスト教への改宗を見て、それらがインドのナショナリズムの妨げの要因となっていると考えた。インドにおける仏教復興運動は、仏教は不可触民が平等を得るための唯一の道であると主張する一連の記事や書籍を出版し、多くの変革を実施し、1956年10月14日、ディークシャーブーミでアンベードカルは公式に改宗し、その時の一斉改宗式では38万人以上の不可触民が参加した。以来、多くの他のこのような一斉改宗式が組織され、政治問題化することになった。
アンベードカルの改宗以来、異なったカーストからの多くの人々が仏教に改宗した。多くの人びとが、アンベードカルの改宗で始まった仏教徒の運動を“アンベードカル派仏教”という用語を採用するように変わった
。
このような改宗の頻発は、ヒンドゥー教自身の改革の努力や導師が公に不可触民のための支援を口にしはじめたために縮小している。もうひとつ、改宗の低下の理由は、政府の貧困緩和削減プログラムの執行にあり、不可触民含めた多くの社会層の状況を大きく改善した。
1959年、ダライ・ラマ14世がチベットからインドへ脱出し、インドのダラムサラにチベット亡命政権を発足させた。そこはしばしチベットの首都を模して"小ラサ"と呼ばる。追放された数千人のチベット人がその町に移住した。追放者の大半は上ダラムサラやマックロード・ガンジに住み、そこに僧院や寺院や学校を作った。ダラムサラの町は世界の仏教の中心の一つとなっている。
2019年現在、不可触民を中心に、政府に届けることなく、ヒンズー教から仏教に改宗するものが爆発的増え続け、現在の仏教徒はインド国内で1億五千万人にも上るとされる。インドの不可触民は2億6千万人いることから、今後もこの改宗の傾向は続くものと見られている。